# Гранд-Шомьер
Академия де ла Гранд-Шомьер (фр. Académie de la Grande Chaumière) — частная художественная школа, основанная в Париже в 1904 году.

## История

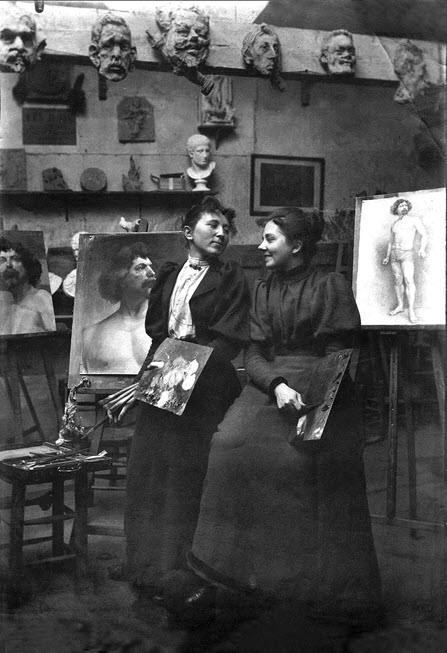
Марта Штеттлер и Алиса Даннеберг в Академии Жюлиана. 1894

Академия расположена в VI округе Парижа по адресу: rue de la Grande-Chaumière, 14. Она не относится к району Монпарнас, известному своей художественной жизнью, однако часто с ним ассоциируется. 
Академия была основана в 1904 году швейцарскими художницами Мартой Штеттлер и Алисой Данненберг. Две подруги-художницы руководили учреждением до 1944 года. В 1909 году к академии присоединился Антуан Бурдель (по иным данным академия основана в 1904 году испанским художником Клаудио Кастелучо).
С 1909 года Академия возглавлялась самой Мартой Штеттлер, её подругой Алисой Данненберг и французским художником Люсьеном Симоном. В 1945 году Штеттлер скончалась. Как и другие частные художественные академии того времени, Гранд-Шомьер противопоставляла себя академическим учебным заведениям и культивировала дух свободного творчества.
В ней обучались преимущественно иностранцы, в том числе женщины.
В 1957 году перешедшая во владение семьи Шарпантье под своим первоначальным названием она включает в себя две бесплатные мастерские: одну для живописи и рисунка, другую для черчения, а также мастерскую для проведения вечерних занятий.
Академия является художественной школой открытого типа — в ней нет определённого, рассчитанного на несколько лет образовательного курса. Учащиеся могут записаться на занятия в течение нескольких месяцев, недель или дней, посещать студии по нескольку часов, заниматься в Академии живописью и рисунком с помощью или без помощи преподавателя. Особой популярностью пользуются так называемые вечерние «Croquis à cinq minutes», во время которых позирующая модель меняет своё положение каждые 5 минут. В связи с открытым характером Академии, она практически не располагает архивными данными, в особенности относительно учеников, совершавших краткосрочные посещения Академии.

## Известные преподаватели

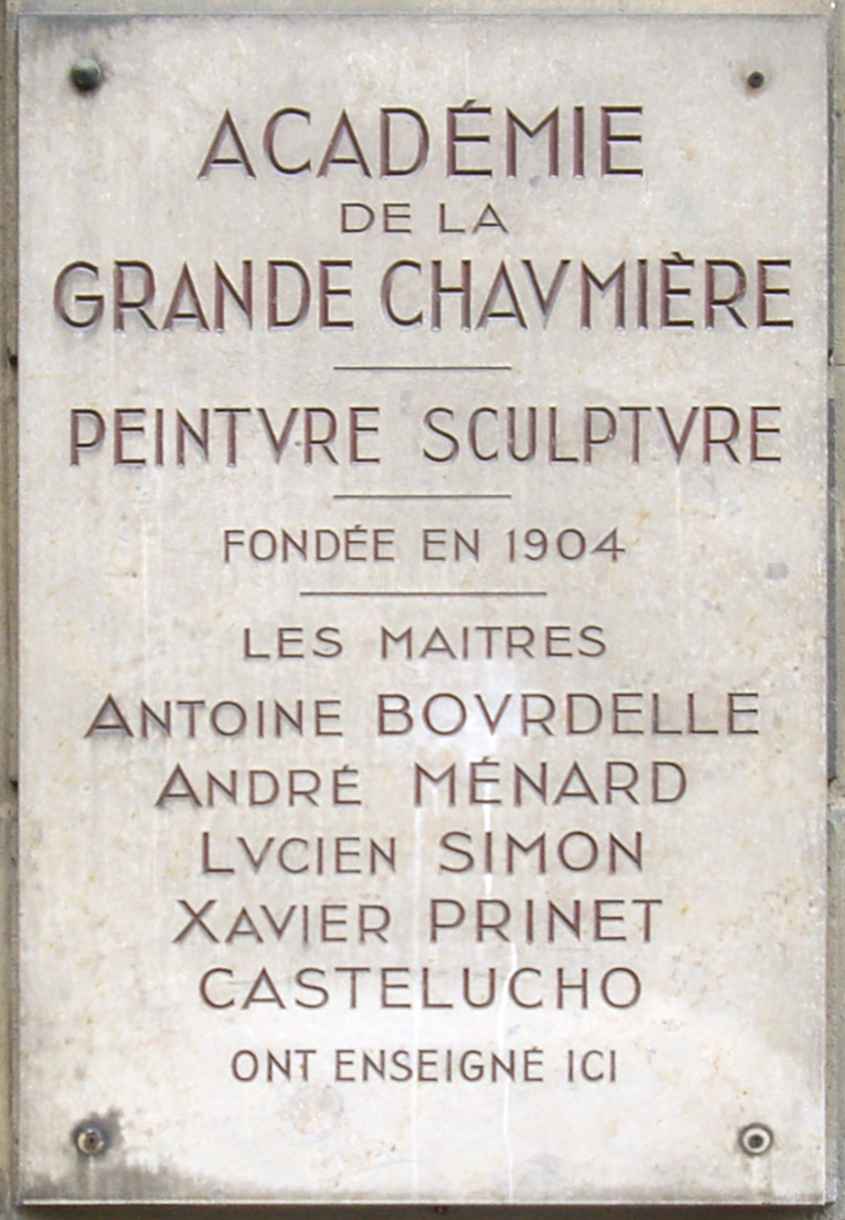
Памятная доска с именами преподавателей

- Жак-Эмиль Бланш
- Эмиль-Антуан Бурдель
- Ольга Бознанска
- Клаудио Кастелучо
- Гюстав Куртуа
- Отон Фриз
- Эжен Грассе
- Уолтер Сикерт
- Фернан Леже
- Андре Лот
- Осип Цадкин

## Известные ученики
| - Айду, Этьенн - Армфилд, Максвелл - Бальтус - Буржуа, Луиза - Верлинд, Клод - Виейра да Силва, Мария Элена - Гальперин, Лев Соломонович - Гомес Харамильо, Игнасио - Готлиб, Адольф - Джакометти, Альберто | - Зелигман, Курт - Френкель-Френель, Исаак - Иримеску, Ион - Ише, Рене - Колдер, Александр - Корвин-Круковская, Зоя - Кралевич, Мирослав - Кродель, Шарль - Куми, Сугаи - Тито Салас - Ланской, Андрей - Лемпицка, Тамара | - Миро, Жоан - Мухина, Вера - Надельман, Эли - Оппенгейм, Мерет - Пелаэс, Амелия - Пенальба, Алисия - Поляков, Серж - Ришье, Жермен - Серебрякова, Зинаида - Сенеш, Арпад | - Томлин, Брэдли Уолкер - Уолтер, Марта - де Хори, Эльмир - Цезарини, Мариу - Хелениус, Эстер - Шарафф, Ирен - Шульц Лев - Экстер, Александра - Эмар, Хуан - Янссен, Петер - Рылов, Нисан |